# Кубок ірландської ліги з футболу 2020
Кубок ірландської ліги 2020 — 47-й розіграш Кубка ірландської ліги. Титул захищав Дандолк. Через пандемію COVID-19 змагання було скасовано.

## Календар
| Раунд        | Дата              | Матчі | Клуби   |
| ------------ | ----------------- | ----- | ------- |
| Перший раунд | 8-23 березня 2020 | 6     | 22 → 16 |
| 1/8 фіналу   |                   | 8     | 16 → 8  |
| 1/4 фіналу   |                   | 4     | 8 → 4   |
| 1/2 фіналу   |                   | 2     | 4 → 2   |
| Фінал        | 12 вересня 2020   | 1     | 2 → 1   |

## Перший раунд
| Команда 1           | Рахунок      | Команда 2           |
| ------------------- | ------------ | ------------------- |
| 8 березня 2020      |              |                     |
| Кабінтілі (2)       | 4:3 дч       | Крамлін Юнайтед (3) |
| 10 березня 2020     |              |                     |
| ЮКК (3)             | 1:1 пен. 3:4 | Ков Рамблерс (2)    |
| Голвей Юнайтед (2)  | 2:0          | Атлон Таун (2)      |
| Вексфорд Ютс (2)    | 1:2 дч       | Брей Вондерерз (2)  |
| 23 березня 2020     |              |                     |
| Дрогеда Юнайтед (2) | :            | УКД (2)             |
| Лонгфорд Таун (2)   | :            | Кокгілл Селтік (3)  |